# Folinia bermudezi
Folinia bermudezi is een slakkensoort uit de familie van de Rissoidae. De wetenschappelijke naam van de soort is voor het eerst geldig gepubliceerd in 1936 door Aguayo & Rehder.